# Východogermánské jazyky
Východogermánské jazyky jsou větev vymřelých jazyků, která patří do indoevropské jazykové rodiny a skupiny germánských jazyků. Jediné zachované východogermánské texty jsou psané v gótštině (Bible přeložená biskupem Wulfilou), další předpokládané východogermánské jazyky zahrnují burgundštinu, vandalštinu a krymskou gótštinu. Předpokládá se, že krymská gótština přežila až do 18. století.